# علی‌یار آغایف
علی‌یار آغایف (ترکی آذربایجانی: Əliyar Ağayev؛ زادهٔ ۱۷ اکتبر ۱۹۸۷) داور بین‌المللی فوتبال اهل جمهوری آذربایجان است.